# Lyle R. Wheeler
Lyle Reynolds Wheeler (n. 2 februarie 1905, Woburn⁠(d), Massachusetts, SUA – d. 10 ianuarie 1990, Woodland Hills⁠(d), California, SUA) a fost un scenograf american de film. El a primit cinci premii Oscar — pentru Pe aripile vântului (1939), Anna și regele Siamului (1946), Tunica (1953), The King and I (1956) și Jurnalul Annei Frank (1959).

## Biografie
Lyle Wheeler a studiat la University of Southern California, apoi a lucrat ca artist la o revistă și ca designer industrial. În 1936 a fost angajat de David O. Selznick pentru a lucra ca proiectant de decoruri pentru compania de producție cinematografică a lui Selznick. Wheeler s-a dovedit a fi un geniu creativ atunci când a reușit să proiecteze decoruri de calitate la costuri rezonabile. Pe la sfârșitul celui de-al Doilea Război Mondial, Wheeler s-a alăturat Twentieth Century-Fox Film Corporation, unde a rămas ca regizor artistic șef până la sfârșitul anilor 1950.
Într-o carieră întinsă pe 40 de ani, Wheeler a creat decoruri pentru peste 350 de filme, dintre care multe sunt considerate filme clasice. Printre filmele la care a lucrat se numără A Star Is Born, A Tree Grows in Brooklyn, State Fair, The Dolly Sisters, Forever Amber, The Fan, The Pride of St. Louis, The Seven Year Itch, Carousel și, în special, Pe aripile vântului, pentru care a desenat unele dintre exemplele timpurii de cadre de film, realizând nu doar regia artistică, ci și încadrarea, compoziția și chiar culoarea pentru aproape fiecare cadru din film, și influențând astfel foarte mult producția. El a creat, de asemenea, picturi mate pentru toate plafoanele platourilor de filmare, precum și un set de decoruri printre care fațada clădirii de pe plantația Tara. A fost nominalizat de 29 de ori la Premiul Oscar pentru cele mai bune decoruri, câștigând cinci premii. În 1951 a fost nominalizat pentru patru filme diferite, pentru trei în 1952 și de două ori pentru două filme într-un an.
A lucrat și în televiziune în serialul CBS de lungă durată Perry Mason.
Ulterior, Wheeler a suferit pierderi financiare și a fost nevoit să-și vândă casa. El și-a pierdut cele cinci statuete ale Premiului Academiei, atunci când a fost în imposibilitatea de a plăti o factură de 30.000 de dolari. Statueta premiului Oscar din 1959 pentru Jurnalul Annei Frank a fost achiziționată de un fan și returnată lui Wheeler în 1989.
Lyle Wheeler a murit de pneumonie pe 10 ianuarie 1990, la Motion Picture & Television Country House and Hospital. El a fost incinerat, iar cenușa stocată în seiful de la Chapel of the Pines Crematory din Los Angeles.

## Premii Oscar
Scenografia lui Lyle Wheeler a fost premiată de mai multe ori de către Academia Americană de Film.

### Premii
1. 1939: Pe aripile vântului
2. 1946: Anna and the King of Siam
3. 1953: Tunica
4. 1956: The King and I
5. 1959: Jurnalul Annei Frank

### Nominalizări
1. 1937: The Prisoner of Zenda
2. 1938: The Adventures of Tom Sawyer
3. 1940: Rebecca
4. 1944: Laura
5. 1945: Leave Her to Heaven
6. 1947: The Foxes of Harrow
7. 1949: Come to the Stable
8. 1950: Totul despre Eva
9. 1951: Fourteen Hours, House on Telegraph Hill, David și Batșeba, On the Riviera
10. 1952: My Cousin Rachel, Viva Zapata!, The Snows of Kilimanjaro
11. 1953: The President's Lady, Titanic
12. 1954: Desirée
13. 1955: Daddy Long Legs, Love Is a Many-Splendored Thing
14. 1956: Teenage Rebel
15. 1958: A Certain Smile
16. 1959: Călătorie spre centrul Pământului
17. 1963: The Cardinal